# Educación musical

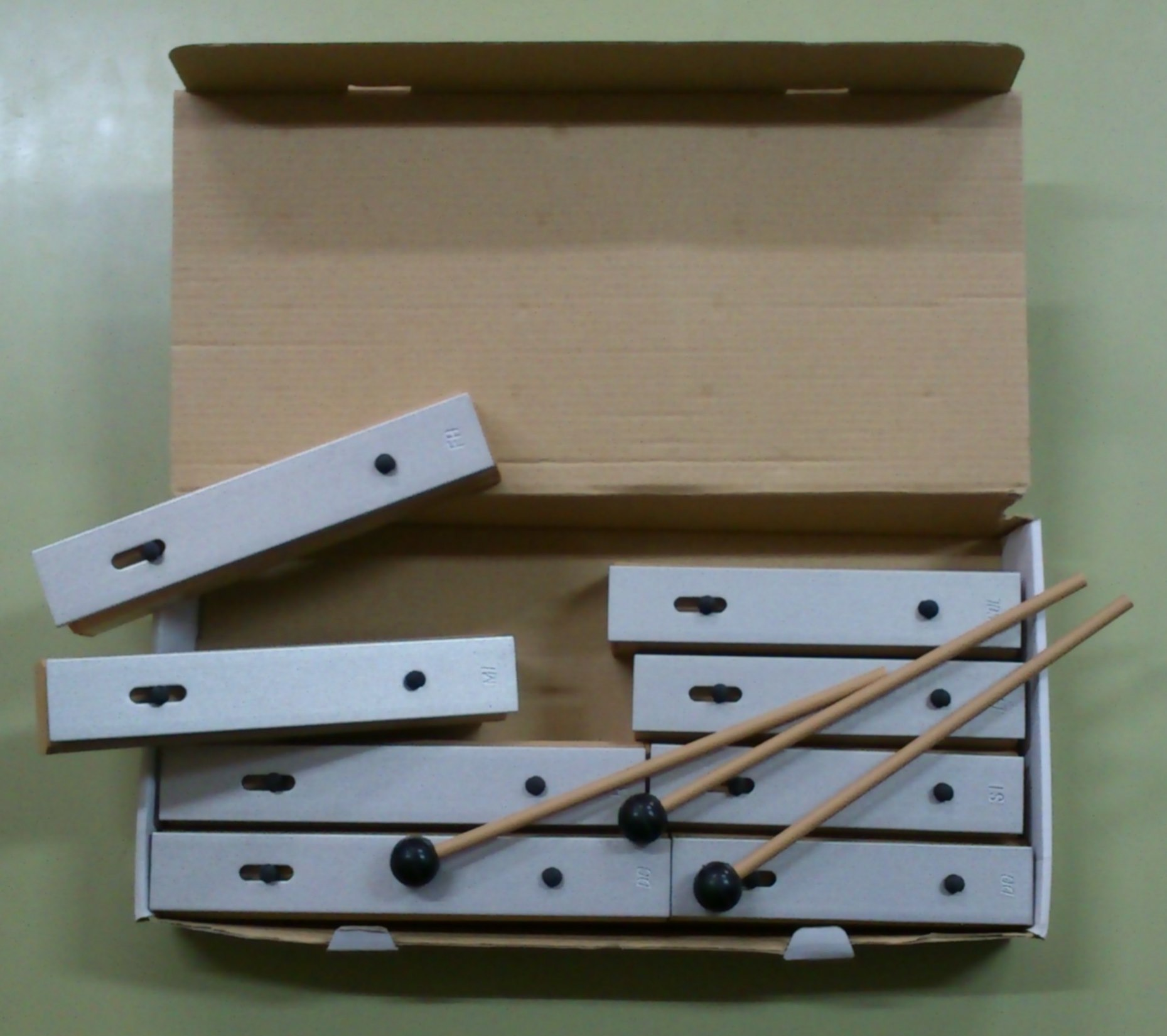
Metalófono de placas individuales (utilizado en la enseñanza musical infantil).

El término educación musical comprende todo lo que rodea los procesos de enseñanza y aprendizaje con respecto al ámbito de la música: los programas educativos, los métodos de enseñanza, las instituciones, los responsables, maestros y pedagogos, etc. La expresión educación musical puede referirse a ámbitos y enseñanzas muy distintos, entre otros los relacionados con la música en la educación obligatoria, la música en instituciones de educación no formal (por ejemplo, las escuelas de música) o la música en instituciones especializadas, como es el caso del conservatorio (CPM).
La incorporación de la enseñanza de la música desde los primeros niveles escolares hasta los estudios más adelantados en centros musicales específicos o en las universidades es un planteamiento común en la sociedad occidental.